# حملة سويوان
حملة سويوان هي محاولة قام بها الجيش المنغولي الداخلي وجيش هان رايتوس الكبير، وهما قوّتان أسّستهما ودعمتهما الإمبراطورية اليابانية من أجل السيطرة على مقاطعة سويوان في الجمهورية الصينية، وبدأت محاولة الغزو في عام 1936 قبل وقت قصير من الحرب الصينية اليابانية الثانية. نفت الحكومة اليابانية مشاركتها في العملية، لكن تلقى كل من الجيش المنغولي الداخلي، والقوات الصينية المتعاونة الأخرى دعمًا جويًا من الطائرات اليابانية، وكان الجيش الإمبراطوري الياباني يقدم لهم المساعدة أيضًا، وأشرف على العملية كاملة ضباط الأركان اليابانيون. لم تنجح الحملة، وغالبًا كان سبب ذلك هو نقص التدريب، وانخفاض الروح المعنوية بين المنغوليين وغيرهم من المتعاونين. وكان الدفاع عن سويوان أحد النجاحات الرئيسية الأولى التي حقّقها الجيش الوطني الثوري الصيني على القوات التي تدعمها اليابان، وحسّن المعنويات الصينية بشكل كبير.

## أساسيات
سعت الإمبراطورية اليابانية إلى تحقيق طموحاتها التوسّعية في الصين منذ أواخر القرن التاسع عشر، وبدأ الوضع بالتصاعد في أوائل ثلاثينيات القرن العشرين، ففي سبتمبر 1931 أدت حادثة موكدين إلى احتلال جيش كوانتونغ الياباني بالكامل للمقاطعات الشمالية الشرقية الثلاث في الصين، وهزيمة قوات القائد العسكري القومي المارشال الشاب تشانغ كوانتونغ التي كانت تحكم المنطقة، شارك جيش كوانتونغ لاحقًا في تأسيس الدولة الدمية مانشوكو التابعة لليابان في عام 1932 والتي كانت أثناء حكم الإمبراطور بوي، آخر إمبراطور من عائلة كينغ، وبعد ذلك بفترة وجيزة احتُلّت الاتحادات المنغولية الشرقية الثلاثة (وهي المناطق القديمة في منغوليا الداخلية) وضُمّت إلى ولاية مانشوكو الناشئة. انتهت الأعمال العدائية في منطقة منشوريا بين جمهورية الصين واليابان في مايو عام 1933 بتوقيع هدنة تانغو، ولكن وبسبب طموحات اليابان الإقليمية التي كانت ما تزال معلّقة، والرأي العام الصيني الذي وقف ضد الشروط القاسية للاتفاقية، كانت تلك الهدنة فترة راحة مؤقتة فقط.

### الحكومة العسكرية المنغولية
أخذت الحكومة اليابانية فكرة استخدام منطقة منغوليا الداخلية كدويلة حاجزة في وجه الصين، وروسيا بعين الاعتبار منذ أوائل القرن العشرين، وفي ثلاثينيات القرن العشرين أراد جيش كوانتونغ الياباني استخدام المغول كوسيلة لعرقلة سيطرة الحكومة الصينية على شمال الصين، وفي عام 1929 تواصلوا مع الأمير ديمشو دونغروب (دي وانغ)، وهو أحد النبلاء المنغوليين الداخليين ، وزعيم وطني أراد المزيد من الحكم الذاتي من حكومة كومينتانغ في نانجينغ. وكان اليابانيون على علم بطموحاته في إنشاء دولة منغولية مستقلة، وأرادوا استغلال ذلك لمصالحهم الخاصة، في حين فكّر الأمير بالتحالف معهم من أجل الحصول على الأسلحة، وتدريب جيشه المنغولي. وفي عام 1933 كان من أولويات جيش كوانتونغ الفوز على النبلاء المنغوليين، واستغل اليابانيون تلك النزاعات لاستمالة الأمير دي وانغ إلى جانبهم، ووعدوه بتوفير الأسلحة، وبمساعدته على الاستيلاء على كامل منغوليا الداخلية. وفي عام 1934 احتلوا عدة مناطق منغولية، وسلّحوا الجيش المغولي التابع للقائد العسكري لي شوشين كجزء من الخطة.
في أكتوبر من العام التالي، التقى الأمير دي وانغ مع القادة العسكريين اليابانيين في هسينك، وتوصّل إلى اتفاق بشأن التعاون بين اليابان ومنغوليا. وعده اليابانيون بتقديم مساعدات عسكرية ومالية من أجل سيطرته على منغوليا الداخلية، وإنشاء دولة منغولية في نهاية المطاف. في فبراير 1936، أُعلن عن إنشاء الحكومة العسكرية المغولية خلال حفل ضخم، وتبنّت الحكومة الجديدة عيد ميلاد جنكيز خان كتقويم لها، وأقسم الأمير دي على استعادة أراضي المغول الأصلية، واستكمال مهمته العظيمة المتمثلة في نهضة أمّته. سيطرت الدولة الجديدة فقط على شمال مقاطعة شاهار في البداية، ولكن سرعان ما وضعت خططًا للتوسّع في مقاطعة سويوان المجاورة.

### التحضيرات
كان عملاء الاستخبارات اليابانية يعملون في سويوان لعدة أشهر لوضع أساسات الغزو القادم. وفي الوقت نفسه، أُنشئ جيش منغولي داخلي من القوات الموالية للأمير ديمشو غدونغروب، وغيره من النبلاء المنغوليين الذين ساندوه، إلى جانب متعاونين صينيين آخرين. كانت تبلغ القوة الرئيسية للجيش المنغولي حوالي 10 آلاف شخص، مقسمين إلى 8 فرق، لكن تسليحها لم يكن جيدًا. كانت مفرزة لي شوشين المنغولية من جيش مانشوكو الإمبراطوري جيدة التسلّح، ومُدرّبة جيدًا، بالإضافة إلى ذلك، شكّل أحد القادة العسكريين المُستأجَرين (وانغ يينغ) من قبل جيش كوانتونغ قوّة خاصة باسم جيش هان رايتوس الكبير، والذي تكوّن من حوالي 6000 رجل. وأُلحِق هذا الجيش أيضًا بالجيش المنغولي من أجل الحملة، ولكنه تألف من قطاع الطرق الذين جُنّدوا بسرعة، ولم يكونوا ذوي خبرة. زوّدهم اليابانيون بالأسلحة، وحاولوا تحضيرهم من أجل عملية سويوان على الرغم من افتقارهم إلى التدريب الكافي، وأُرسلت المدفعيات، والطائرات، والسيارات المدرعة لمساعدتهم.

## بداية المعركة
شملت قوات الدعم اليابانية التي دخلت المنطقة الجيش المنغولي الداخلي الذي ضم حوالي 10 آلاف رجل، وجيش هان رايتشس العظيم الذي تألّف من 6000 جندي، ودُعمت هذه القوات من قبل عدد غير معروف من المستشارين اليابانيين، وتواجهوا مع قوات الجيش الوطني الصيني، وبعض القوى المحلية، الذين كان العدد الكلي لهم حوالي 45 ألف رجل.

## العمليات
بدأ الغزو في أكتوبر عام 1936، وكانت القوة الرئيسية تتألف من قوات الأمير دي وانغ، ووانغ يينغ، في حين بقيت قوات لي شوشين في الاحتياط، حدث أول تصادم بين القوات الوطنية الصينية، والقوات المنغولية الداخلية في مدينة هونغورت في 14 نوفمبر. شنّ المنغوليون هجومًا كبيرًا في اليوم التالي، ولكن صدّتهم القوات الوطنية، وعلى مدار اليومين التاليين واصلوا شن الهجمات على المدينة، لكنهم تلقوا الكثير من الضربات، ولحقت بهم خسائر فادحة. لم تكن القوات المنغولية تفتقر إلى الشجاعة، ولكنها لم تكن مدربة تدريباً كافياً على هذا النوع من الاعتداء. كانت محاولة الهجوم النهائي في 16 نوفمبر خلال عاصفة ثلجية، ولكنها صُدّت أيضًا من قِبل المدافعين الصينيين.
في 17 نوفمبر، فاجأ هجوم مضاد صيني المنغوليين، وأدى إلى تراجع غير منظّم في صفوفهم إلى مقرهم البدئي، حيث حاول المنغوليون إعادة تجميع صفوفهم. فقد المغول 300 إلى 900 قتيل، و300 جريح، وأُسر حوالي 300 شخص. وسقطت كمية كبيرة من إمداداتهم في أيدي الوطنيين الصينيين، بما في ذلك أكياس الدقيق، والبنزين، والبنادق، والمدافع الرشاشة، والسيارات. قُدّمت المركبات، وقطع المدفعية لاحقًا كدليل على تورط اليابان في العملية.
على الرغم من أن هذا يمثل نهاية غزو الجيش المنغولي، استمر القتال على نطاق صغير في سويوان خلال الأشهر القليلة التالية، واستمرّ ذلك حتى حتى بداية الاعتداءات الناجمة عن حادثة جسر ماركو بولو في يوليو 1937.

## آثار الحادثة
شجعت هزيمة هذه القوات المدعومة من قبل اليابان العديد من الصينيين على الضغط من أجل مقاومة أكثر نشاطًا ضد اليابانيين. احتُفل بالنصر في سويوان في جميع أنحاء الصين، وكانت هذه هي المرة الأولى التي يوقف فيها الجيش الصيني قوة يابانية. وصلت الوفود من أماكن بعيدة، مثل المقاطعات الصينية الجنوبية لحثّ المدافعين على مواصلة القتال. واستخدم الصينيون الأسلحة والمعدات اليابانية التي استولوا عليها كدليل على تورط اليابان في العملية، على الرغم من أن وزير الخارجية الياباني هاتشرو آريتا صرّح بأن اليابان لم تكن متورطة في هذه العملية على الإطلاق.